# Mislav Oršić
Mislav Oršić (phát âm tiếng Serbia-Croatia: [mîslaʋ ǒːrʃitɕ]; sinh ngày 29 tháng 12 năm 1992) là một cầu thủ bóng đá Croatia thi đấu ở vị trí tiền vệ tấn công cho Trabzonspor và đội tuyển bóng đá quốc gia Croatia.

## Sự nghiệp câu lạc bộ
Oršić bắt đầu thi đấu cho Inter Zaprešić vào năm 2009. Ở Prva HNL mùa giải 2012–13, anh là cây săn bàn hàng đầu của đội với 12 bàn thắng.
Anh chuyển đến Spezia Calcio trong kỳ chuyển nhượng mùa hè năm 2013, ra sân thi đấu 9 trận ở mùa giải 2013–14 mà không ghi được bàn thắng nào. Câu lạc bộ kết thúc mùa giải với vị trí thứ 8. Anh trở lại Croatia khoác áo Rijeka với mức giá không tiết lộ, và anh được cho mượn đến Celje từ tháng 8 đến tháng 12 của mùa giải 2014–15, đá 13 trận và ghi 2 bàn thắng, sau đó thi đấu cho Jeonnam Dragons từ tháng 2 năm 2015 đến tháng 1 năm 2016 (một mùa giải của K League), anh gây ấn tượng với 9 bàn thắng sau 33 trận đấu. Jeonnam ký hợp đồng với anh với giá 750,000 euro trong kỳ chuyển nhượng tháng 1 năm 2016. Anh không chơi một trận nào cho Rijeka. Oršić đăng ký tên của mình là "Orsha" với K League vì các cầu thủ Hàn Quốc gặp khó khăn khi gọi tên của anh.
Anh trải qua nửa năm tiếp theo tại Jeonnam, thi đấu thêm 16 trận và ghi 5 bàn thắng. Anh được bán cho Changchun Yatai với giá €1.300.000, và anh thi đấu trong phần còn lại của Giải bóng đá ngoại hạng Trung Quốc 2016, ghi 2 bàn sau 14 trận. Anh trở lại K League vào tháng 1 năm 2017, ký hợp đồng với Ulsan Hyundai với mức giá €935.000. Anh thi đấu 18 trận và ghi 4 bàn cho Ulsan, bao gồm bàn thắng trước Brisbane Roar ở Giải vô địch bóng đá các câu lạc bộ châu Á.
Oršić  chuyển đến Dinamo Zagreb vào mùa hè năm 2018. Ngày 18 tháng 9 năm 2019, Oršić đã ghi 1 cú hat-trick cho Dinamo Zagreb vào lưới Atalanta trong khuôn khổ vòng bảng Champions League 2019–20.
Ngày 18 tháng 3 năm 2021, Oršić ghi một hat-trick trong chiến thắng 3–0, trong đó bàn thắng cuối cùng đến ở hiệp phụ trận gặp Tottenham Hotspur tại lượt về vòng 1/16 Europa League 2020–21 giúp đội nhà giành chiến thắng chung cuộc 3–2 và lọt vào vòng tứ kết.

## Thống kê sự nghiệp

### Câu lạc bộ
Tính đến ngày 19 tháng 5 năm 2021
| Câu lạc bộ          | Mùa giải       | Giải vô địch         | Giải vô địch | Giải vô địch | Cúp  | Cúp | Châu lục | Châu lục | Tổng | Tổng |
| Câu lạc bộ          | Mùa giải       | Hạng đấu             | Trận         | Bàn          | Trận | Bàn | Trận     | Bàn      | Trận | Bàn  |
| ------------------- | -------------- | -------------------- | ------------ | ------------ | ---- | --- | -------- | -------- | ---- | ---- |
| Inter Zaprešić      | 2009–10        | Prva HNL             | 8            | 3            | 1    | 0   | —        | —        | 9    | 3    |
| Inter Zaprešić      | 2010–11        | Prva HNL             | 25           | 3            | 1    | 0   | —        | —        | 26   | 3    |
| Inter Zaprešić      | 2011–12        | Prva HNL             | 24           | 4            | 2    | 0   | —        | —        | 26   | 4    |
| Inter Zaprešić      | 2012–13        | Prva HNL             | 33           | 12           | 1    | 0   | —        | —        | 34   | 12   |
| Inter Zaprešić      | Tổng cộng      | Tổng cộng            | 90           | 22           | 5    | 0   | 0        | 0        | 95   | 22   |
| Spezia Calcio       | 2013–14        | Serie B              | 9            | 0            | 2    | 0   | —        | —        | 11   | 0    |
| Celje               | 2014–15        | Slovenian PrvaLiga   | 13           | 2            | 3    | 0   | —        | —        | 16   | 2    |
| Jeonnam Dragons     | 2015           | K League 1           | 33           | 9            | 3    | 0   | —        | —        | 36   | 9    |
| Jeonnam Dragons     | 2016           | K League 1           | 16           | 4            | —    | —   | —        | —        | 16   | 4    |
| Jeonnam Dragons     | Tổng cộng      | Tổng cộng            | 49           | 13           | 3    | 0   | 0        | 0        | 52   | 13   |
| Trường Xuân Nhã Đài | 2016           | Chinese Super League | 14           | 2            | —    | —   | —        | —        | 14   | 2    |
| Ulsan Hyundai       | 2017           | K League 1           | 38           | 10           | 5    | 1   | 5        | 2        | 48   | 13   |
| Ulsan Hyundai       | 2018           | K League 1           | 14           | 4            | —    | —   | 7        | 4        | 21   | 8    |
| Ulsan Hyundai       | Tổng cộng      | Tổng cộng            | 52           | 14           | 5    | 1   | 12       | 6        | 69   | 21   |
| Dinamo Zagreb       | 2018–19        | Prva HNL             | 24           | 6            | 4    | 2   | 16       | 5        | 44   | 13   |
| Dinamo Zagreb       | 2019–20        | Prva HNL             | 28           | 13           | 2    | 1   | 12       | 7        | 42   | 21   |
| Dinamo Zagreb       | 2020–21        | Prva HNL             | 32           | 16           | 4    | 2   | 15       | 6        | 51   | 24   |
| Dinamo Zagreb       | Tổng cộng      | Tổng cộng            | 84           | 35           | 10   | 5   | 43       | 18       | 137  | 58   |
| Tổng sự nghiệp      | Tổng sự nghiệp | Tổng sự nghiệp       | 311          | 87           | 28   | 6   | 55       | 24       | 399  | 117  |

### Quốc tế
Tính đến ngày 17 tháng 12 năm 2022
| Đội tuyển quốc gia | Năm       | Số trận | Bàn thắng |
| ------------------ | --------- | ------- | --------- |
| Croatia            | 2019      | 3       | 0         |
| Croatia            | 2020      | 2       | 0         |
| Croatia            | 2021      | 9       | 1         |
| Croatia            | 2022      | 13      | 1         |
| Tổng cộng          | Tổng cộng | 27      | 2         |

### Bàn thắng quốc tế
Tính đến ngày 17 tháng 12 năm 2022
| # | Ngày                 | Địa điểm                                  | Đối thủ     | Bàn thắng | Kết quả | Giải đấu            |
| - | -------------------- | ----------------------------------------- | ----------- | --------- | ------- | ------------------- |
| 1 | 28 tháng 6 năm 2021  | Sân vận động Parken, Copenhagen, Đan Mạch | Tây Ban Nha | 2–3       | 3–5     | UEFA Euro 2020      |
| 2 | 17 tháng 12 năm 2022 | Sân vận động Quốc tế Khalifa, Doha, Qatar | Maroc       | 2–1       | 2–1     | FIFA World Cup 2022 |